# Kosovafilmi
Kosovafilmi – albańskie studio filmowe, działające w Kosowie.
Kosovafilmi zajmowało się produkcją, dystrybucją i emisją filmów fabularnych i dokumentalnych. Powstało 20 lutego 1969 r. w Prisztinie, decyzją parlamentu Kosowa (Kuvendi të Kosovës). Pierwszym dyrektorem studia został Abdurrahman Shala, a jego następcą Azem Shkreli. Okres, w którym kierował studiem Shkreli przyniósł największe sukcesy dla Kosovafilmi. Kolejnymi dyrektorami studia byli Xhevat Qorraj, Ekrem Kryeziu oraz Gani Mehmetaj.
Początkowo w Kosovafilmi produkowano głównie filmy krótkometrażowe w koprodukcji z Filmskimi Novostiami w Belgradzie i z Avala Film. Od 1971, kiedy studio zajęło się także dystrybucją, pojawiły się pierwsze filmy długometrażowe. Pierwszym z nich, w całości wyprodukowanym w Kosovafilmi był obraz Si te vdiset, w reżyserii Miomira Stamenkovicia. W Kosovafilmi wyprodukowano ponad 40 filmów fabularnych. Wśród filmów będących w dystrybucji Kosovafilmi znalazło się ponad 200 produkcji, głównie z krajów Europy Zachodniej.
Powierzchnia studia sięga 3500 m². Budynki Kosovafilmi zostały zniszczone w 1999 r. Później znajdowały się pod kontrolą KFOR. W 2021 włądze Kosowa zdecydowały się przekształcić Kosovafilmi w archiwum podległe Centrum Kinematografii w Kosowie, które ma się zająć utrwaleniem i zachowaniem dziedzictwa audowizualnego Kosowa.

## Filmy fabularne wyprodukowane przez Kosovafilmi
- 1970: Dashuria e parë - koprodukcja
- 1970: Rekviem për të Nesërmen - koprodukcja
- 1971: Si të vdiset
- 1971: Koka ime e krisur
- 1973: Hedhësit e bombave
- 1974: Sulmi i kuq
- 1974: Dervishi dhe vdekja
- 1976: Majat e Zelengorës
- 1979: Kur pranvera vonohet
- 1979: Era dhe lisi
- 1980: Gjurmë të bardha
- 1982: Lepuri me pesë këmbë
- 1983: Përroi vërshues
- 1984: Njeriu prej dheut
- 1985: Proka
- 1986: Pikniku
- 1988: Rojet e mjegullës
- 2005: Kukumi